# Hrvatski blok (1927.)
Hrvatski blok naziv je za koaliciju Hrvatske federalističke seljačke stranke i Hrvatske stranke prava, iniciranu 1927. od Ivana Lorkovića, Ante Trumbića i Ante Pavelića. 
Koalicija je bila nastavak Hrvatskog bloka iz 1921., iz kojega je izišla Radićeva Hrvatska seljačka stranka, napustivši 1925. svoje republikanstvo i federalizam te priznajući beogradski monarhijski i protuhrvatski režim. Hrvatski blok je nastavio političku borbu za hrvatska nacionalna prava i demokratski poredak, temeljen na federalističkom ustrojstvu.